# Sølvfod
En sølvfod, sølvmøntfod eller sølvstandard er et valutasystem, der bygger på sølv som værdigrundlag, sådan at møntenhedens værdi er fastsat som en bestemt mængde sølv. En sølvmøntfod var vidt udbredt i Europa frem til 1800-tallet. Det byggede i mange lande på det karolingiske møntsystem, et tredelt valutasystem indført i slutningen af 800-tallet af Karl den Store, og som tog udgangspunkt i værdien af et pund sølv.
Danmark har haft en sølvfod i det meste af landets eksistens, men forlod den i 1875, da man sammen med Norge og Sverige indførte kronen, hvis værdi var fastlagt i forhold til guld.
Alternativer til sølvfod er en guldfod (guldstandard), bimetalisme, der er et møntsystem, der bygger på to ædelmetaller samtidig, normalt guld og sølv, eller moderne monetære systemer, der ikke anvender indløselighed i forhold til ædelmetaller overhovedet, men kun hviler på en fælles tillid til det officielle pengesystem.